# Frabosa Sottana
Frabosa Sottana (piemontiul: Frabosa 'd Sot, okcitánul: Frabouza Soutana) település Olaszországban, Piemont régióban, Cuneo megyében. Lakosainak száma 1605 fő (2023. január 1.). Frabosa Sottana Magliano Alpi, Monastero di Vasco, Roccaforte Mondovì, Villanova Mondovì és Frabosa Soprana községekkel határos.

## Népesség
A település lakossága az elmúlt években az alábbi módon változott:
| Lakosok száma | 1549 | 1517 | 1605 |
|               | 2017 | 2018 | 2023 |